# نورتون هلت‌کر
نورتون هلت‌کر (انگلیسی: Norton Healthcare) شرکت مراقبت سلامت آمریکایی است، که در سال ۱۸۸۶ تأسیس شد.